# The Interrogation of Michael Crowe
The Interrogation of Michael Crowe is een Amerikaans op feiten gebaseerd televisiedrama uit 2002 van Don McBrearty. In de hoofdrollen spelen Mark Rendall en Ally Sheedy.

## Verhaal
Cheryl en Stephen Crowe hebben drie kinderen. Op een nacht wordt hun 12-jarige dochter Stephanie Crowe op gruwelijke wijze vermoord in haar bed. De politie van het kleine dorpje verdenkt al snel haar 14-jarige broer Michael. Ze negeren de harde bewijzen die leiden naar een andere verdachte. De druk op Michael neemt toe en hij bekent. Kan de advocate van de familie het tij nog keren?

## Rolverdeling
| Acteur            | Personage         |
| ----------------- | ----------------- |
| Mark Rendall      | Michael Crowe     |
| Ally Sheedy       | Cheryl Crowe      |
| Hannah Lochner    | Shannon Crowe     |
| Michael Riley     | Stephen Crowe     |
| John Bourgeois    | Detective Claytor |
| Karl Pruner       | Detective Baker   |
| Rosemary Dunsmore | Dorothy Sorenson  |